# Stenopogon lomae
Stenopogon lomae là một loài ruồi trong họ Asilidae. Stenopogon lomae được Wilcox miêu tả năm 1971. Loài này phân bố ở vùng Tân Bắc giới.